# 羅家劭
罗家劭（?—?），字峄农。广东顺德大良人。清朝翰林。

## 生平
清道光已酉科举人。咸丰乙卯（1855年）参与在乡办团练，授南雄州学正。同治四年（1865年）乙丑科二甲进士，選翰林院庶吉士，散馆授编修。

## 家族
兄罗家勤。
有子罗瘿公，侄子羅惇衍。